# 諾韋 (科明捷爾尼夫西克區)
46°47′9″N 30°49′57″E / 46.78583°N 30.83250°E
諾韋（烏克蘭語：Нове）是位於烏克蘭西南部的村莊，由敖德萨州敖德萨区的多布羅斯拉夫市鎮負責管轄。該村始建於1910年，面積0.37平方公里，該村落海拔高度58米。